# WPC teraszburkolat

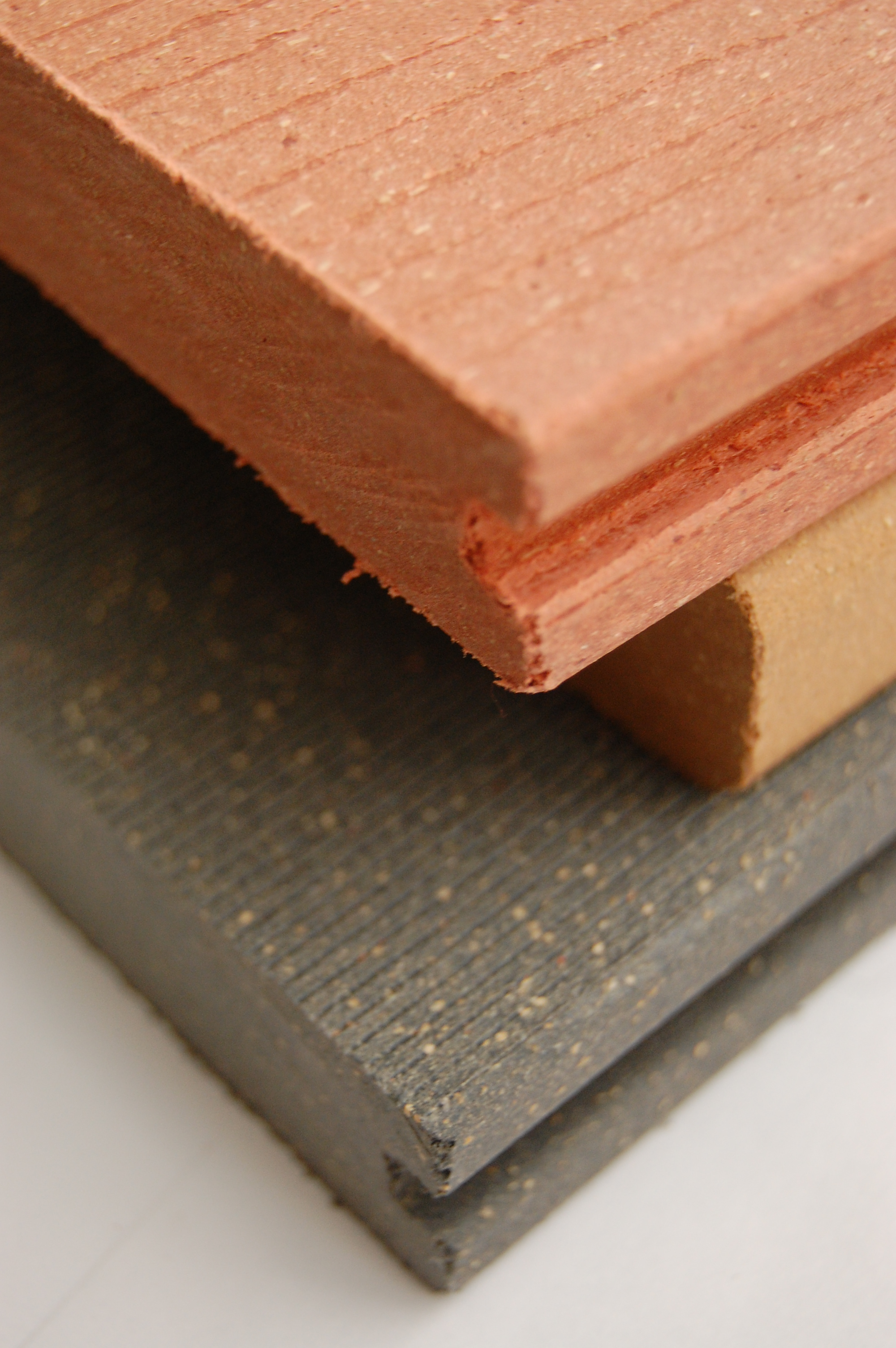
WPC

A WPC (Wood Plastic Composite) teraszburkolat fa–műanyag kompozitból készülő burkolat. A fa–műanyag kompozitok olyan anyagok, melyek falisztből vagy faforgácsból (farost) és különböző termoplasztokból, azaz hőre lágyuló műanyagokból (pl. polietilén, polipropilén, PVC stb.) állnak. A WPC a természetes rost-polimer kompozitok (NFPC, Natural Fibre Polymer Composite) egyik fajtája. A kompozit fatartalma általában 50–90% között mozog.
A kémiai adalékanyagok a kompozit anyagában lényegében észrevétlenek maradnak, kivéve az ásványi hézagpótlókat és pigmenteket, ezeket azonban nem minden esetben alkalmazzák. Funkciójuk, hogy elősegítsék a polimerek és a farost integrációját és biztosítsák az ideális feldolgozási körülményeket.
A fán és a műanyagon kívül a WPC tartalmazhat lignocellulózt (biomasszát) és/vagy szervetlen töltőanyagokat is.

## Felhasználási területek
A fa–műanyag az építőiparban napjainkban még újdonságnak számít a természetes fához képest. Észak-Amerikában azok a fa–műanyag kompozitok terjedtek el legszélesebb körben, melyeket szabadban kialakított deszkapadlózatokban alkalmaznak, de használják még korlátokhoz, kerítésekhez, padokhoz, szegélyezéshez, ablak és ajtókeretekhez és bútorokhoz is. A fa–műanyagok iránti kereslet Európában is egyre növekszik a különféle új felhasználási módok elterjedésével.[forrás?]
A fa–műanyagot az 1990-es években használták először deszkapadlók készítéséhez. A kompozitot előállító gyártók álláspontja szerint a tartósítószerekkel vagy rothadásgátlóval kezelt keményfánál jóval inkább környezetbarát és tartósabb anyag. Előnye, hogy nem hasad vagy törik, így kevesebb kezelésre is van szüksége.

## Előállítása
A fa–műanyag kompozitot természetes farészecskék és termoplaszt műanyag (ömledék) alapos elkeverésével hozzák létre. Az esetek nagy részében extruzióval állítják elő, azaz az olvadt műanyag és farészecskék keverékéből álló kompozitot a kívánt formára extrudálják egy adott profilú szerszám segítségével. Extruzióval lehetőség van a tetszőleges formájú polimer alapú termékek sorozatgyártására. Az extrudálás mellett népszerű módszer még a fröccsöntés is, a feldolgozási folyamat során pedig a melegalakítás.
Egyes üzemekben az összetevőket egy présben keverik és állítják össze, az így kapott tömböket pedig csak később alakítják végleges formájukra, miután újra felmelegítették őket. Máshol már a kompozit elkészülte után rögtön formázzák a terméket.
A WPC-t előállíthatják újrafelhasznált (hőre lágyuló) műanyagokból is, például nagy vagy kis sűrűségű polietilénből (HDPE és LDPE), PVC-ből (polivinil-klorid), polipropilénből (PP), akrilnitril-butadién-sztirolból (ABS), polisztirolból (PS) és akár politejsavból (PLA) is. Leggyakrabban a polietilén alapú rendszereket használják.
A kompozithoz különféle adalékanyagokat keverhetnek, például parafint a vízfelvétel csökkentése céljából, kártevőkkel szembeni védelmet biztosító rovar- és gombavédő szereket, égésgátló anyagokat, pigmenteket és színezőanyagokat, ütésálló modifikátort, illetve hő- és UV-stabilizátort.

## Előnyök és hátrányok
A fa–műanyag kompozit anyagok ellenállnak a korróziónak és a rothadásnak is. Rendkívül tartósak és ellenállnak a vízben található, a fát megtámadó organizmusoknak is annak ellenére, hogy az anyagban található farostok felveszik a vizet. Könnyen formálhatóak, akár hagyományos famegmunkáló szerszámokkal is. Emellett környezetbarát anyagnak is tartják, mivel elkészíthetőek újra felhasznált műanyagokból és a faipar által termelt selejtből is. Ugyanakkor a fa–műanyag kompozitokat a hozzájuk kevert adalékanyagok miatt már rendkívül nehéz újra felhasználni. Abban az esetben azonban, ha az anyagból ismét fa–műanyagot készítenek, újra felhasználása könnyű.
A fával szembeni egyik legnagyobb előnye, hogy gyakorlatilag bármilyen formában előállítható hőmegmunkálással. Üzleti szempontból hasznos az is, hogy nincs szükség az anyag festésére, mivel már a gyártás során számtalan színben állítják elő.
Magas cellulóztartalma – akár 50–90 százalék – ellenére mechanikai tulajdonságai igen hasonlóak a tiszta polimerekéhez, tehát szilárdságuk és merevségük kisebb, mint a természetes fáé. Mivel előállítása során arra törekednek, hogy a fa és a plasztik előnyös tulajdonságait ötvözzék, a negatívakat pedig kiküszöböljék, az anyag a természetes fával szemben repedésálló is, azaz például fúrás, vágás útján könnyedén megmunkálható.
A fa alkotóelem miatt ki vannak téve a gombásodás veszélyének, ugyanakkor jelentősen kisebb mértékben, mint a tiszta fa esetében, a polimer pedig az UV-fényre érzékeny.
Az elmúlt években a faműanyagok hátrányos tulajdonságaira is fény derült. A piacvezető gyártót, a Trex Corporationt több alkalommal beperelték már penészedéssel, színfakulással, illetve anyaggyengeséggel kapcsolatos problémák miatt. 2008-ig a vállalat több mint 37 000 deszkát cserélt ki ezekhez hasonló panaszok miatt, és korábbi állításukat, miszerint az anyag nem igényel kezelést és karbantartást megváltoztatták. A jelenlegi álláspont szerint a faműanyag „alacsony karbantartás-igényű”, amely lényegében azt jelenti, hogy évente többször meg kell tisztítani a penészedés eltávolítása céljából.

## Bevonatos kompozitok
A fa–műanyag kompozit deszkák újabb generációi már tartós műanyag bevonattal készülnek. A kompozitra felvitt PVC a korábbi problémák nagy részét képes kiküszöbölni, így kisebb a penészedés, fakulás és a fizikai sérülések veszélye is, amelyek az első generációs termékeknél viszonylag gyakran előfordultak. Az ilyen típusú termékek jelentősen kevesebbe kerülnek, mint a tiszta plasztikból gyártottak, mivel magjukat továbbra is a faműanyag kompozit képezi. A PVC-n kívül számos különböző típusú borítás is elérhető a piacon, amelyek hasonlóan ellenállóak a sérülésekkel, penészedéssel, fakulással szemben.

## Tűzveszélyesség
A fa–műanyag kompozitokban használt plasztikok általában tűzveszélyesebbek, mint a természetes fa, mivel a műanyag nagyobb kémiai hőtartalommal rendelkezik és nagy hő hatására olvad. Mivel a plasztik a kompozit részét képezi, a faműanyagok tűzveszélyességi szintje magasabb lehet a természetes fáénál. Továbbá megemlítésre méltó, hogy a Fa- műanyag kompozit előállítása során alkalmazhatnak rovarvédő vegyszerek mellett égést gátló szereket is, ami csökkenthetik a WPC burkolatok tűzveszélyességi szintjét.

## Fordítás
- Ez a szócikk részben vagy egészben a Wood-plastic composite című angol Wikipédia-szócikk ezen változatának fordításán alapul.  Az eredeti cikk szerkesztőit annak laptörténete sorolja fel. Ez a jelzés csupán a megfogalmazás eredetét és a szerzői jogokat jelzi, nem szolgál a cikkben szereplő információk forrásmegjelöléseként.